# فهرس مواضيع السودان
|  |  |
|  |  |

فيما يلي المواضيع المرتبطة بالسودان، وهي بمثابة نظرة عامة ودليل موضوعي للسودان:
السودان هي دولة تقع شمال شرق أفريقيا، تحدها مصر من الشمال، والبحر الأحمر من الشمال الشرقي، وإريتريا وإثيوبيا من الجنوب الشرقي، وجنوب السودان من الجنوب، وجمهورية أفريقيا الوسطى من الجنوب الغربي، وتشاد من الغرب، وليبيا من الشمال الغربي. داخلياً، يقسم نهر نهر النيل البلاد إلى منطقتين شرقية وغربية. سكان السودان هم عن مزيج من السكان الأفارقة الأصليين وأحفاد المهاجرين من شبه الجزيرة العربية. تدين الغالبية العظمى من السكان بالإسلام.

## مرجعيات عامة
- ألفبائية صوتية دولية:

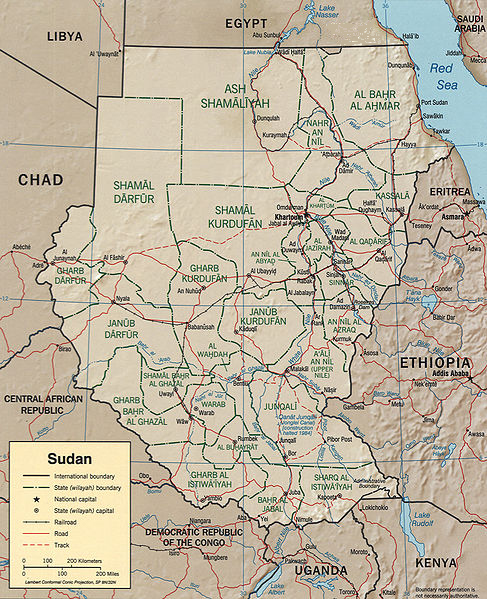
خريطة إغاثة مكبرة للسودان وجنوب السودان (قبل التقسيم)

- الاسم الشائع باللغة الإنجليزية: Sudan
- الاسم الرسمي باللغة الإنجليزية: The Sudam
- الألقاب المحلية الأجنبية الشائعة: As-Sudan السودان
- الأسماء المحلية الرسمية: قائمة الدول والعواصم باللغات الأم (اللغة العربية)
- النسبة للدولة (المواطنة)  [لغات أخرى]‏: سوداني\سودانيون
- قائمة الدول حسب المعيار الدولي أيزو 3166-1: SD, SDN, 736
- أيزو 3166-2: See أيزو 3166-2:SD
- إنترنت النطاق الأعلى في ترميز الدولة: .sd

## جغرافيا السودان
جغرافيا السودان
- السودان: هو دولة قومية
- الموقع
  - يقع السودان ضمن المناطق التالية:

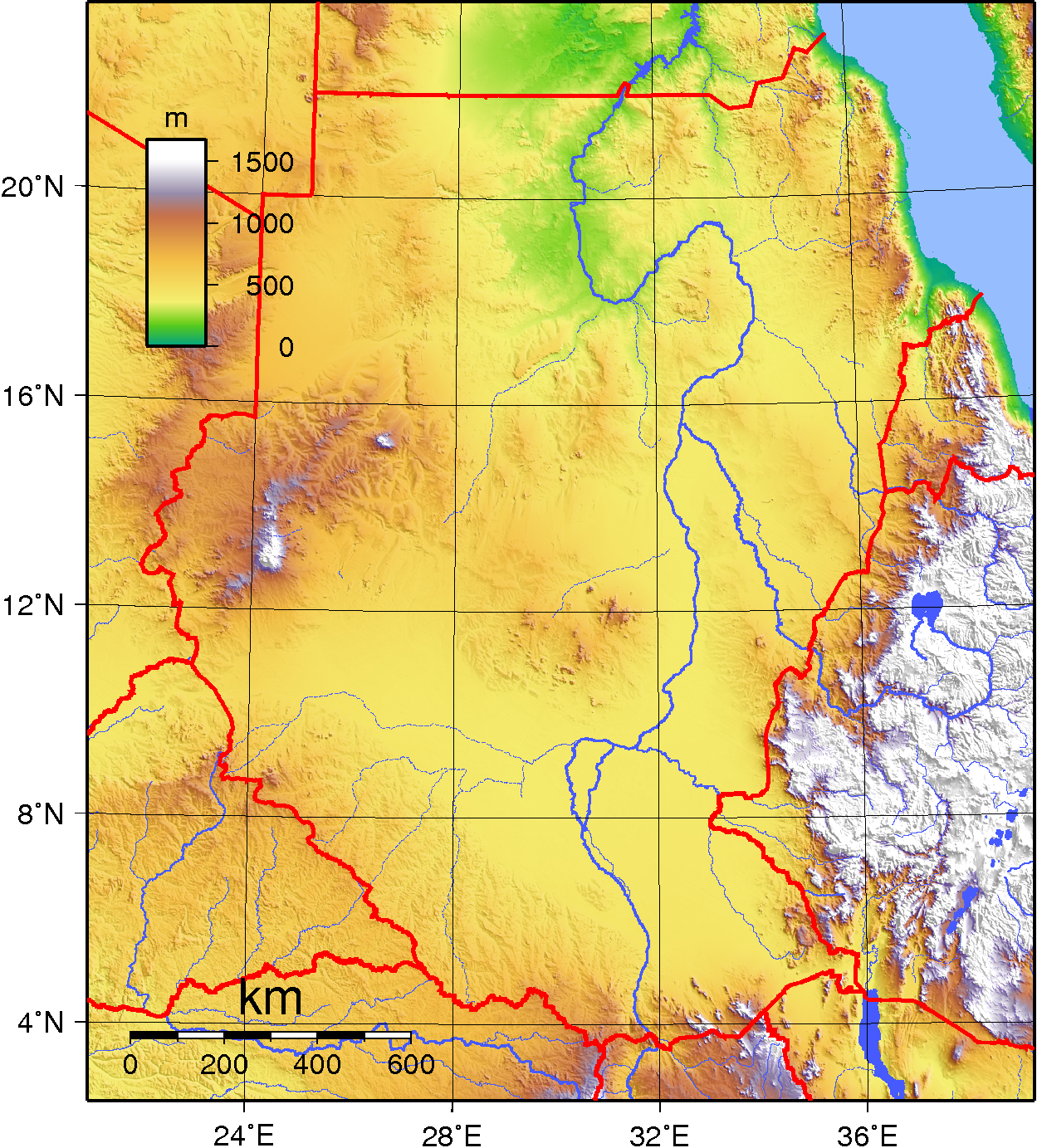
خريطة طبوغرافية مكبرة للسودان وجنوب السودان (قبل التقسيم)

    - نصف الأرض الشمالي ونصف الأرض الشرقي
    - إفريقيا
      - شمال إفريقيا
      - شرق إفريقيا
      - جزئياً الصحراء الكبرى

    - الشرق الأوسط الكبير

  - منطقة زمنية: توقيت شرق إفريقيا (ت ع م+03:00)
  - النقاط القصوى
    - العليا: كينيتي 3,187 م (10,456 قدم)
    - الدنيا: البحر الأحمر 0 متر

  - الحدود البرية: 6,751 كم

 إثيوبيا 769 كم
 تشاد 1,360 كم
 مصر 1,273 كم
 جمهورية إفريقيا الوسطى 175 كم
 إرتيريا 605 كم
 ليبيا 383 كم
 جنوب السودان 1 937 كم
- الساحل: 853 كم على البحر الأحمر

- سكان السودان: 30,894,000 (2008) - قائمة البلدان والتبعيات حسب عدد السكان
- مساحة السودان: 1,886,068 كم2
- أطلس السودان

### بيئة السودان
السودان
- جغرافيا السودان
- قائمة المناطق البيئية في السودان
- الحياة البرية في السودان

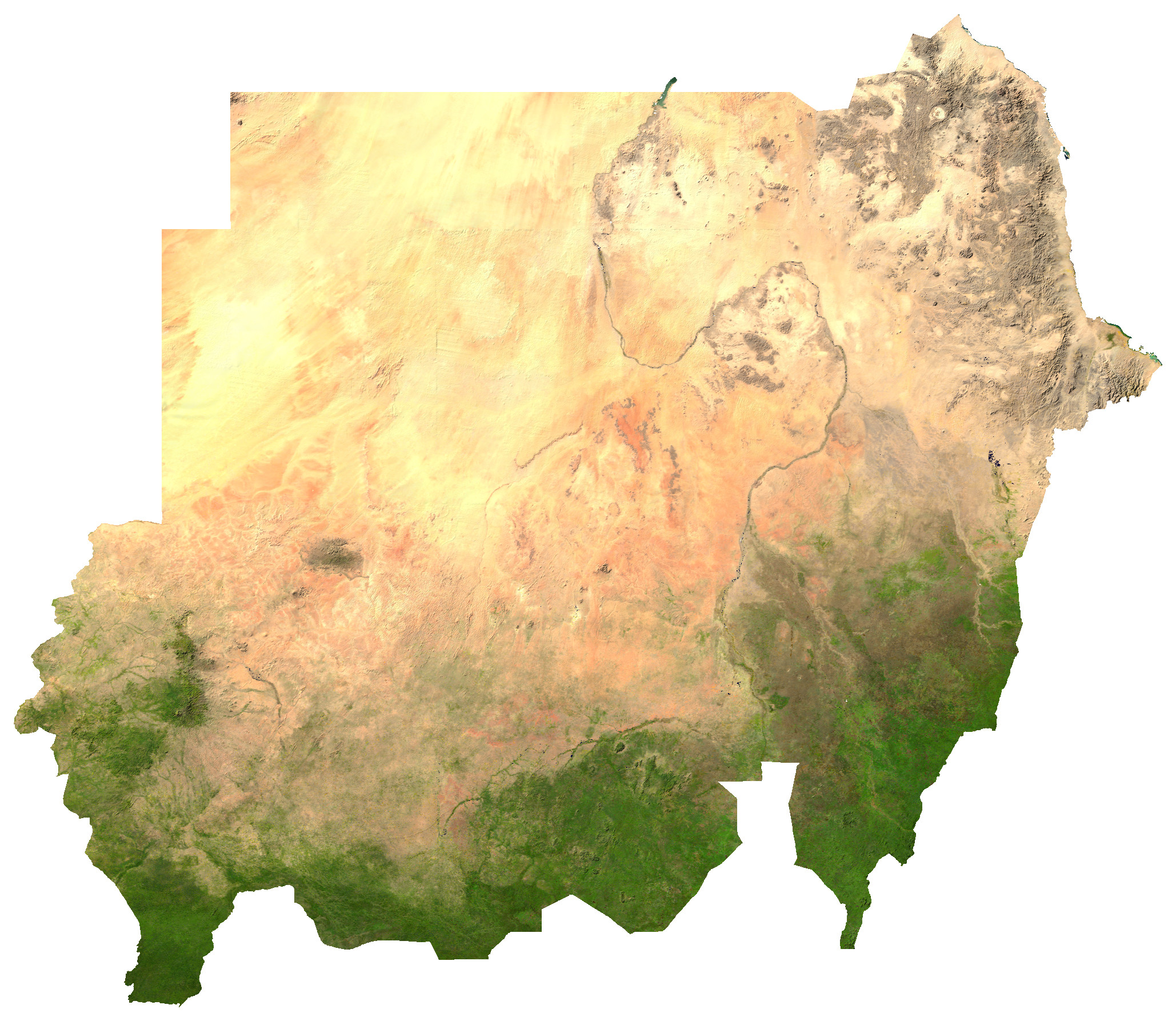
صورة فضائية مكبرة للسودان

  - قائمة حيوانات السودان وجنوب السودان
    - قائمة طيور السودان
    - قائمة الثدييات في السودان

#### المعالم الجغرافية الطبيعية للسودان
- جبال السودان
  - قائمة البراكين في السودان
- قائمة أنهار السودان
- قائمة مواقع التراث العالمي في الدول العربية

### مناطق السودان
مناطق السودان

#### المناطق البيئية في السودان
قائمة المناطق البيئية في السودان
- قائمة المناطق البيئية في السودان

#### التقسيم الإداري
السودان
- ولايات السودان
  - محليات السودان

##### ولايات السودان
ولايات السودان
- ولاية النيل الأزرق
- ولاية الجزيرة
- ولاية كسلا
- ولاية الخرطوم
- ولاية شمال دارفور
- ولاية شمال كردفان
- الولاية الشمالية
- ولاية القضارف
- ولاية البحر الأحمر
- ولاية نهر النيل
- ولاية سنار
- ولاية جنوب دارفور
- ولاية جنوب كردفان
- ولاية غرب دارفور
- ولاية النيل الأبيض

##### التقسيمات الإدارية
محليات السودان
تقسم ولايات السودان إلى 133 مديرية.

### ديموغرافيا السودان
سودانيون

## الحكومة والسياسة
سياسة السودان
- حكومة: سلطوية ديمقراطية
- عاصمة السودان: الخرطوم
- الانتخابات في السودان
- قائمة الأحزاب السياسية في السودان

### تقسيم حكومة السودان
حكومة السودان

#### السلطة التنفيذية في حكومة السودان
- رأس الدولة: قائمة رؤساء السودان،
- رئيس حكومة: قائمة رؤساء وزراء السودان،
- حكومة السودان

#### السلطة التشريعية في حكومة السودان
- المجلس التشريعي السوداني (برلمان من مجلسين)
  - مجلس أعلى (تشريعي): مجلس الشيوخ السوداني
  - مجلس أدنى: مجلس العموم السوداني

#### السلطة القضائية لحكومة السودان
نظام المحاكم في السودان

### علاقات السودان الخارجية
علاقات السودان الخارجية
- قائمة البعثات الدبلوماسية في السودان
- قائمة بعثات السودان الدبلوماسية

#### العضوية في المنظمات الدولية
جمهورية السودان عضو في المنظمات التالية:
| - مجموعة دول إفريقيا والكاريبي والمحيط الهادئ (ACP) - بنك التنمية الإفريقي (AfDB) - الاتحاد الإفريقي (AU) - المصرف العربي للتنمية الاقتصادية في إفريقيا (ABEDA) - الصندوق العربي للإنماء الاقتصادي والاجتماعي (AFESD) - صندوق النقد العربي (AMF) - كوميسا (COMESA) - مجلس الوحدة الاقتصادية العربية (CAEU) - منظمة الأغذية والزراعة (FAO) - مجموعة ال77 (G77) - إيقاد (منظمة) (IGAD) - الوكالة الدولية للطاقة الذرية (IAEA) - البنك الدولي للإنشاء والتعمير (IBRD) - منظمة الطيران المدني الدولي (ICAO) - المحكمة الجنائية الدولية (ICCt) (signatory) - منظمة الشرطة الجنائية الدولية (Interpol) - مؤسسة التنمية الدولية (IDA) - الاتحاد الدولي لجمعيات الصليب الأحمر والهلال الأحمر (IFRCS) - مؤسسة التمويل الدولية (IFC) - الصندوق الدولي للتنمية الزراعية (IFAD) - منظمة العمل الدولية (ILO) - المنظمة البحرية الدولية (IMO) - صندوق النقد الدولي (IMF) - اللجنة الأولمبية الدولية (IOC) - منظمة الهجرة الدولية (IOM) | - المنظمة الدولية للمعايير (ISO) - الحركة الدولية للصليب الأحمر والهلال الأحمر (ICRM) - الاتحاد الدولي للاتصالات (ITU) - المنظمة الدولية للإتصالات الفضائية (ITSO) - الاتحاد البرلماني الدولي (IPU) - البنك الإسلامي للتنمية (IDB) - جامعة الدول العربية (LAS) - وكالة ضمان الاستثمار متعدد الأطراف (MIGA) - حركة عدم الانحياز (NAM) - منظمة التعاون الإسلامي (OIC) - منظمة حظر الأسلحة الكيميائية (OPCW) - محكمة التحكيم الدائمة (PCA) - الأمم المتحدة (UN) - مؤتمر الأمم المتحدة للتجارة والتنمية (UNCTAD) - يونسكو (UNESCO) - المفوضية السامية للأمم المتحدة لشؤون اللاجئين (UNHCR) - منظمة الأمم المتحدة للتنمية الصناعية (UNIDO) - الاتحاد البريدي العالمي (UPU) - المنظمة العالمية للجمارك (WCO) - الاتحاد العالمي لنقابات العمال (WFTU) - منظمة الصحة العالمية (WHO) - المنظمة العالمية للملكية الفكرية (WIPO) - المنظمة العالمية للأرصاد الجوية (WMO) - منظمة السياحة العالمية (UNWTO) - منظمة التجارة العالمية (WTO) (observer) |

### القانون والنظام في السودان
القانون في السودان
- دستور السودان
- حقوق الإنسان في السودان
  - معاملة المثليين في السودان
  - حرية المعتقد في السودان
- شرطة السودان
- قانون المخدرات والمؤثرات العقلية (السودان)

### عسكرية السودان
القوات المسلحة السودانية
- رئيس الأركان
- القوات المسلحة السودانية

### الحكومة المحلية في السودان
الحكومة المحلية في السودان

## تاريخ السودان
- تاريخ السودان
- تاريخ السودان (1956-69)
- تاريخ السودان (1969-85)
- تاريخ السودان الإنجليزي المصري

## ثقافة السودان

### الفنون المرئية والأدائية
- أدب سوداني
- موسيقى سودانية
- سينما سودانية
- التصوير الضوئي في السودان
- الفنون البصرية في السودان
- عمارة السودان
- الموضة في السودان

### مواضيع عامة عنالسودان
- المطبخ السوداني[2]
- لغات السودان
- إعلام سوداني
- التلفزة في السودان
- الرموز الوطنية في السودان
  - شعار السودان
  - علم السودان
  - النشيد الوطني السوداني
  - أوسمة وميداليات السودان
- سودانيون
- العطل الرسمية في السودان
- الدين في السودان
  - الإسلام في السودان
  - المسيحية في السودان
  - الهندوسية في الشرق الأوسط
- تصنيف:مواقع أثرية في السودان
- متحف السودان القومي

### الرياضة في السودان
- كرة القدم في السودان
- السودان في الألعاب الأولمبية
- مصارعة النوبة

## الاقتصاد والبنية التحتية في السودان
اقتصاد السودان
- قائمة الدول حسب الناتج المحلي الإجمالي: (المركز 66)
- الزراعة في السودان
- البنوك في السودان
  - البنك الأهلي السوداني
- الاتصالات في السودان
  - الإنترنت في السودان
- قائمة الشركات في السودان
- عملة: جنيه سوداني
  - أيزو 4217: SDG
- الطاقة في السودان
- الصحة في السودان
- معادن السودان
- السياحة في السودان
- النقل في السودان
  - قائمة مطارات السودان
  - السكك الحديدية في السودان

## التعليم في السودان
التعليم في السودان

## الصحة في السودان
الصحة في السودان